# Serra das Cabras
Serra das Cabras är en ås i Brasilien.   Den ligger i delstaten São Paulo, i den sydöstra delen av landet, 800 km söder om huvudstaden Brasília.
Omgivningarna runt Serra das Cabras är en mosaik av jordbruksmark och naturlig växtlighet. Runt Serra das Cabras är det ganska tätbefolkat, med 207 invånare per kvadratkilometer.